# Miroslav Šrogl
Miroslav Šrogl (4. května 1935, Trnava – 24. ledna 1976) byl český mikrobiolog, jeho bratrem byl pivovarník a chemik Jiří Šrogl.

## Biografie
Miroslav Šrogl se narodil v roce 1935 v Trnavě u Třebíče, jeho otcem byl místní učitel. V roce 1953 absolvoval gymnázium v Rychnově nad Kněžnou a nadále pokračoval ve studiu na Přírodovědecké fakultě University Karlovy v Praze. Následně nastoupil do Ústředního výzkumného ústavu rostlinné výroby pod Vysokou školou zemědělskou v Praze, kde se věnoval studiu biochemických procesů. V roce 1964 obdržel titul kandidáta věd a působil na Mikrobiologickém ústavu Československé akademie věd, kde se zaměřil na taxonomický popis rodu Bacillus. Mezi lety 1965 a 1968 působil na Centre de l'Energie Nucléaire v Molu v Belgii, následně se vrátil do Československa, kde se věnoval výzkumu syntézy DNA v bakteriálních buňkách. Věnoval se také výuce mikrobiologie a působil v Československé společnosti mikrobiologické, kde vedl komisi mikrobiologické genetiky nebo v biochemickém klubu Mikrobiologického ústavu.